# Ciencias del derecho
Las ciencias del derecho o ciencias jurídicas son todas aquellas disciplinas que buscan explicar las características del derecho, entendido como un fenómeno que existe más allá de su dimensión positiva, esta última objeto propio de la dogmática jurídica.
Las ciencias del derecho son amplias e incluyen desde la híbrida filosofía del derecho, a su vez vinculada a la filosofía política, hasta la jurisprudencia por su extremo particularizado, que alcanza a la documentaria y la taxonomía de los grandes repertorios, ya activos o meramente históricos. La gran serie disciplinar vigente consiste en derecho civil, derecho penal y procesal, derecho político, derecho constitucional, derecho mercantil, derecho tributario, derecho laboral, derecho administrativo, derecho internacional. Existen distinciones no propiamente disciplinares sino sectoriales, bien inherentes, como ética jurídica, o bien aplicadas, como derecho ambiental, derecho registral, derecho del consumidor, derecho informático. El derecho comparado define una metodología, y es consustancial especialmente a un campo como el del constitucionalismo.
No hay que confundir los términos: «ciencias del derecho» y «ciencia del derecho» que tienen significados muy distintos. La expresión «ciencia del derecho» refiere a la dogmática jurídica, con exclusión de otras perspectivas. La expresión «ciencias del derecho» refiere a las disciplinas científicas que tienen como objeto de estudio al derecho y que no forman parte de la dogmática.
La idea de derecho trata del positum que constituye un ordenamiento vigente, y pretende realizar un examen científico del mismo. Las ciencias pretenden explicar la historia de dicho ordenamiento (derecho romano, historia del derecho); su función en la sociedad en que se inserta (sociología del derecho, análisis económico del derecho) y sus problemas en un nivel supradogmático (filosofía del derecho, teoría del derecho).
Es importante el estudio de las ciencias jurídicas ya que estas son las encargadas de dirigir de forma integral y justa a los individuos que conforman la sociedad. De no haber ciencias jurídicas estaríamos viviendo en una sociedad totalmente desordenada .